# Bellville, Texas
Bellville là một thành phố thuộc quận Austin, tiểu bang Texas, Hoa Kỳ. Năm 2010, dân số của xã này là 4097 người.

## Dân số
- Dân số năm 2000: 3794 người.
- Dân số năm 2010: 4097 người.